# ISO 3166-2:BZ
ISO 3166-2:BZ – kody ISO 3166-2 dla podjednostek administracyjnych Belize.
Kody ISO 3166-2 to część standardu ISO 3166 publikowanego przez Międzynarodową Organizację Normalizacyjną. Kody te są przypisywane głównym jednostkom podziału administracyjnego, takim jak np. województwa czy stany, każdego kraju posiadającego kod w standardzie ISO 3166-1. 
Aktualnie (2017) dla Belize zdefiniowano kody dla 6 dystryktów.
Pierwsza część oznaczenia to kod Belize zgodnie z ISO 3166-1, natomiast druga część oznaczenia znajdująca się po myślniku to dwu- lub trzyliterowy kod jednostki administracyjnej. 

## Kody ISO
| Kod ISO | Nazwa jednostki administracyjnej | Rodzaj jednostki administracyjnej |
| ------- | -------------------------------- | --------------------------------- |
| BZ-BZ   | Belize                           | dystrykt                          |
| BZ-CY   | Cayo                             | dystrykt                          |
| BZ-CZL  | Corozal                          | dystrykt                          |
| BZ-OW   | Orange Walk                      | dystrykt                          |
| BZ-SC   | Stann Creek                      | dystrykt                          |
| BZ-TOL  | Toledo                           | dystrykt                          |